# Dermanura glaucus
Dermanura glaucus é uma espécie de morcego da família Phyllostomidae. Pode ser encontrada na Bolívia, Brasil, Peru, Equador, Colômbia, Venezuela, Guina, Suriname e Guiana Francesa.